# Laevius
Laevius war ein römischer Dichter, der vermutlich im 2. Jahrhundert vor Christus gewirkt hat.

## Leben und Werk
Über den avantgardistischen römischen Dichter Laevius liegt noch vieles im Dunkeln. Sein vollständiger Name wie seine Lebenszeit sind nicht genau bekannt. In der neueren Forschung geht man von einer Schaffenszeit des Laevius zwischen etwa 130 und 110 v. Chr. aus. Laevius verfasste mindestens sechs Bücher erotopaignia (spielerische Liebesdichtung bzw. erotische Dichtung, vgl. Paignion).
Nachdem man aufgrund von Gedichttiteln wie Adonis, Alcestis oder Ino früher vermutet hat, dass Laevius ein Tragiker gewesen sein könnte, hält man ihn sei Jonathan August Weichert für einen Lyriker kallimachäisch-alexandrinischer Prägung nach dem Vorbild anspruchsvoller hellenistische Dichtung (vgl. Hellenismus, Alexandria, Kallimachos).

## Dichtung
Dabei ist Laevius als typischer Vertreter überkühner Wortbildungen geradezu berüchtigt für seine Wortneuschöpfungen. Zusätzlich scheint er sich im Allgemeinen in Technopaignia (vgl. Paignion) zu üben, in seinem Gedicht Phoenix bildet er zum Beispiel mit den Buchstaben einen Flügel des Vogels ab.
Laevius zeigt Lust am Expressiven. Sein Sprachstil stellt in der römischen Dichtung eine Neuerung dar. In seinen Fragmenten finden sich außer ein paar Relativsätzen keine Nebensätze, aber ein Wortschwall, gehäufte Substantive und Adjektive, künstliche Wortbildungen, ausgesuchte Vokabeln, gräzisierende Komposita, analogisierende Formen, umgebogene Bedeutungen, gelegentlich ein Griff ins Vulgäre.
Eine der zahlreichen Wortschöpfungen des Laevius stellt beispielsweise das Wort pudoricolor (schamfarbig) in Verbindung mit der Göttin der Morgenröte, Aurora. dar. Indem einem nicht konkreten visuellen Begriff ein konkreter moralischer Wert zugeschrieben wird, kann man genau das Gegenteil des gewöhnlichen Metapherbildungsprozesses beobachten. Dem Rezipienten wird ein doppelter Abstraktionsprozess abverlangt. Aufgrund der Lese- und Mythologieerfahrung steuert die Leseerwartung selbstverständlich auf das von Laevius provozierte Bild des rötlichen Zustandes der Morgenröte zu. Um aber den Zusammenhang zwischen dem visuellen Eindruck der Farbe der Morgenröte und des sensitiven Gefühles der Scham zu erahnen, muss zunächst abstrahiert werden. Dabei kommt es unausweichlich zur Wahrnehmung der immateriellen Nuancen des typisch römischen Wertbegriffs pudor (Scham(gefühl)).
Inwieweit die Dichtung des Laevius Liebesdichtung oder spielerische erotische Dichtung mit für heutige Leser recht obszönen Inhalten darstellt, ist aufgrund des fragmentarischen Charakters umstritten.
Textbeispiel Fragment 4
Te Andromacha perdudum manu 

lasciuola ac tenellula 

capiti meo, trepidans, libens, 

insolito plexi munere.
Angaben zur Textkritik:
1 perdudum: D H G L K per ludum: R B ││ 4 plexi: ω, plexit: Brugnollus │ insolito…munere: ω, insolita…munera: Scaliger.
Sigla codicum Prisciani:
- R codex Parisinus 7496 saec. IX.
- B	cod. Bambergensis M. IV 12 saec. IX.
- D	cod. Bernensis 109, olim Bongarsianus saec. X.
- H	gymn. Halberstadiensis M 59 saec. X.
- A	bibl. Publ. Amiensis saec. X/XI.
- G conuentus Sangallensis 904 saec. XI.
- L	bibl. Publ. Lugd. Batav., olim Gruterianus saec. IX.
- K	cod. Caroliruhensis 223 saec. IX.
- Ω	CONSENSUS OMNIUM CODICUM.